# IC 3076
IC 3076 је појединачна звијезда у сазвјежђу Дјевица која се налази на листи објеката дубоког неба у Индекс каталогу.
Деклинација објекта је + 9° 4' 46" а ректасцензија 12h 16m 3,9s.